# Station Made en Drimmelen
Made en Drimmelen (Mdn) is een spoorwegstation aan de voormalige Langstraatspoorlijn tussen Lage Zwaluwe en 's-Hertogenbosch bij Made en Drimmelen.
Het station werd als stopplaats, aan de Sluizenweg, geopend op 1 november 1886. Drie jaar later werd de stopplaats een station. Op 1 augustus 1950 werd het station gesloten en in 1958 werd het stationsgebouw gesloopt. Sindsdien is op de locatie van het stationsgebouw een open grasveld aanwezig. Hierdoor is duidelijk te zien waar het voormalige station lag.
Reizigers die dit station als eindbestemming hadden waren verplicht om een vervoersbewijs te kopen voor het station dat daarop volgde.